# Andrea Capparelli
Andrea Capparelli (Randazzo, 14 dicembre 1854 – Catania, giugno 1921) è stato un fisiologo italiano.

## Biografia
Si laureò in medicina presso l'Università degli studi di Catania nel 1880 e successivamente si trasferì all'Istituto di Fisiologia dell'Università di Torino, avendo ricevuto l'incarico di assistente, insieme al palermitano Gabriele Buccola, del prof. Angelo Mosso. A Torino studiò i muscoli lisci.
Dopo appena 6 mesi, tornò a Catania per tenere il corso di Fisiologia, per il quale due anni dopo diventò ordinario. Il suo campo di ricerca comprendeva: il diabete, la termoregolamentazione, il chimismo della digestione, la tossicologia e la diffusione capillare; inoltre fu tra i primi a considerare la Fisiologia in maniera autonoma rispetto all'Anatomia descrittiva, creando una vera scuola Fisiologica catanese, per la quale riuscì ad ottenere i locali di via Androne. Si interessò anche di Neurologia, Istologia e terapia.
Fu Rettore dal 1896 al 1898 e ristrutturò il vecchio cronicario in rovina dell'Albergo dei poveri nel moderno Ospedale Garibaldi, che in seguito ospitò numerose cliniche universitarie. Fu durante il suo rettorato che il senatore Luigi Gravina cedette gratuitamente il diritto d'uso sull'Isola Lachea ed i faraglioni di Aci Trezza, tuttora in gestione al CUTGANA dell'Università di Catania. Sempre sotto il suo rettorato, fu lanciata l'opera di recupero dell'Archivio Storico dell'università, che permise di raccogliere tutta la documentazione dell'ateneo a partire dal Seicento.